# 요아니스 페트파치디스
요아니스 페트파치디스(그리스어: Ιωάννης Φετφατζίδης, 1990년 12월 21일 ~ )는 그리스의 축구 선수로 현재는 알코르 SC와 그리스 축구 국가대표팀에서 뛰고 있다. 애칭은 페트파이다.